# Афендулиев, Михаил Комнинос
Михаил Комнинос Афендулиеф или Афендулис (греч.  Μιχαήλ Κομνηνός Αφεντούλιεφ, 1769 год, Нижний Новгород — 9 июня 1855 года, Ливорно) — российский офицер греческого происхождения, известный деятель Греческой революции. В греческой историографии его деятельность на острове Крит в период 1822—1823 годов, как правило, отмечена негативной оценкой.

## Биография
Михаил Комнинос Афендулиеф является одной из самых загадочных фигур греческой революции. Показателен тот факт, что некоторые исследователи ставят под сомнение истинность его фамилии. Большинство исследователей склоняется к тому, что его настоящая фамилия — Комнинос, а Афендулиеф или Афендулис были эпитетом, которым его наградили жители Крита в период когда он был назначен правителем восставшего острова. Есть исследователи, придерживающиеся обратного мнения, что Афендулиев — это его настоящая фамилия, а фамилию Комнинос он приписал себе, указывая на мнимую связь с династией Комнинов Византийской империи.
Достоверно известно, что он родился в Нижнем Новгороде, в богатой греческой семье. Согласно косвенной информации от самого Афендулиева, он родился ориентировочно в 1769 году. В юности Михаил избрал себе военную карьеру. Учился в военном училище в Санкт-Петербурге. По имеющейся информации дослужился до звания майора. По заявлению самого Афендулиева, в дальнейшем он служил в дипломатическом корпусе. Однако не совсем ясен характер его службы и должность. Есть информация о том, что он находился в распоряжении российского посла в одной из европейских стран. Сам Михаил после своих неудач и перипетий на Крите в своём письме Колеттису от 17 июня 1822 года даёт косвенным образом следующую информацию о себе:

«Родившись в России, я с детства изучил греческий язык. Но затем, перемещаясь и проживая почти во всех столицах Европы, я не имел возможности использовать его и почти забыл. Через 30 лет мне понадобился греческий язык и я сам себе удивляюсь, что пишу на нём Вам. Несмотря на это я предпочитаю писать Вашей светлости сам, как умею, нежели использовать секретаря»:473.
Сам Афендулиев утверждал, что он служил русскому царю («самому великому базилевсу в мире») 27 лет:481.

## Греческая революция
Михаил Афендулиев прибыл в восставшую Грецию, сопровождая князя Александра Кантакузина, которого, в свою очередь, греческий историк А. Е. Вакалопулос причисляет к свите Дмитрия Ипсиланти:329.
Летом 1821 года Кантакузин и Афендулиев оказались в лагере повстанцев, осаждающих город-крепость Монемвасия. Здесь, кроме прочих, они повстречали бойцов с Крита, которые предложили Кантакузину возглавить правление их восставшим островом. Кантакузин не мог принять их предложение, поскольку был командирован Дмитрием Ипсиланти в другие регионы. Вместо себя, Кантакузин предложил критянам Афендулиева. По некоторым источникам, Афендулиев сам предложил себя на роль эпарха Крита, то есть на роль военного вождя и правителя Крита. В любом случае, Ипсиланти одобрил его назначение. Дмитрий Ипсиланти, бывший офицер русской армии, член греческой революционной организации Филики Этерия действовал от лица своего брата Александра Ипсиланти. То, что Дмитрий Ипсиланти доверил Афендулиеву правление Критом и руководство военными действиями на острове, является косвенным аргументом для тех из исследователей, которые не ставят под сомнение информацию о жизни Афендулиева, до его прибытия в Грецию.
25 октября 1821 года Ипсиланти послал Афендулиева на Крит. Греческий историк Д.Фотиадис пишет, что «выбор оказался наихудшим, из всех возможных»:Δ-335.

## Крит
Первыми на Крите восстали жители горной области Сфакия на юго-западном побережье Крита. Сфакия наряду с Мани на Пелопоннесе, Сули и Химарой в Эпире на протяжении веков оставался греческой вольницей и только номинально признавал власть султана.
В свою очередь, самыми храбрыми среди говоривших только на греческом критских мусульман были «кастриоты», то есть жители Кастро (греч. Крепость) (Ираклиона). Получив известие о начале восстания сфакиотов, мусульмане-кастриоты вынудили митрополита Герасима призвать повстанцев сложить оружие. Однако, перед тем, как выступить против Сфакия, мусульмане зарезали митрополита на алтаре. 12.000 кастриотов и мусульман Ретимнона вторглись в регион Сфакия, который защищали «всего 700 ружей» и сожгли 3 деревни. Но 16 июля 1821 года сфакиоты устроили засаду в Ксерокампо. Д. Фотиадис считает, что Сражение при Ксерокампо следует ставить в один ряд с первыми греческими победами при Валтеци на Пелопоннесе и при Василика в Средней Греции. В трёхдневном сражении погибло более 2 тысяч мусульман, остальные бежали. В довершение, закрыв ущелье у Ампелос, сфакиоты уничтожили шедшую на помощь мусульманам колонну 960 кастриотов, в числе которой была знать Ираклиона. В двухдневном бою, который историография именует бойней, выжил только один мусульманин. В августе критские мусульмане и турки острова объявили всеобщую мобилизацию и сожгли Сфакия и Лутро (Ханья). Но сфакиоты укрылись в горах, на острове Гавдос и других островках. Когда мусульмане ушли, сфакиоты вернулись в свои сёла. Сфакиоты обратились к Временному революционному правительству с просьбой послать на Крит правителя, который смог бы разрешить местнические противоречия, вывести восстание из ограниченной территории Сфакия и способствовать восстанию на всём Крите:В-97.

## Правление Афендулиева

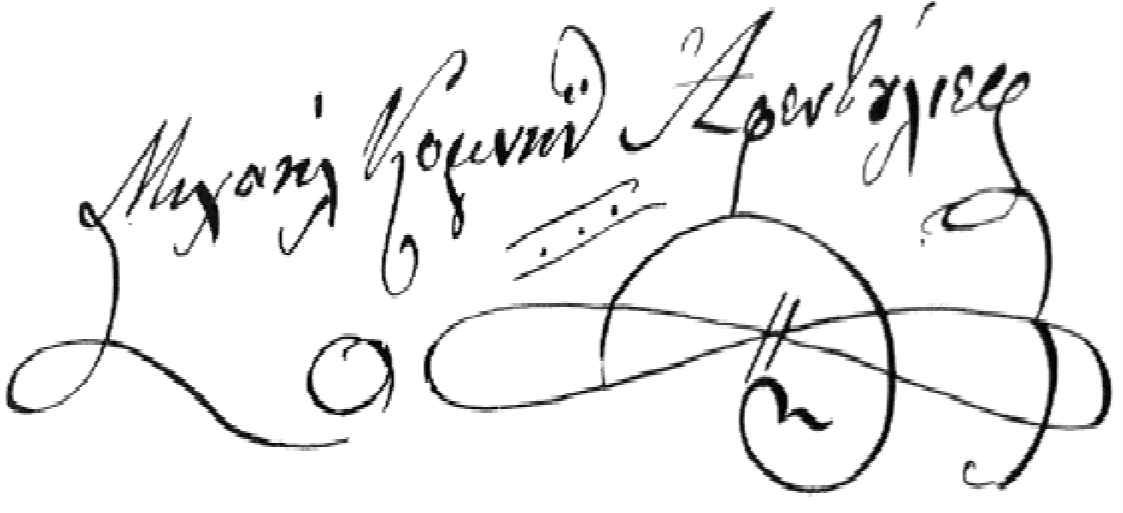
Подпись Михаила Афендулиева.

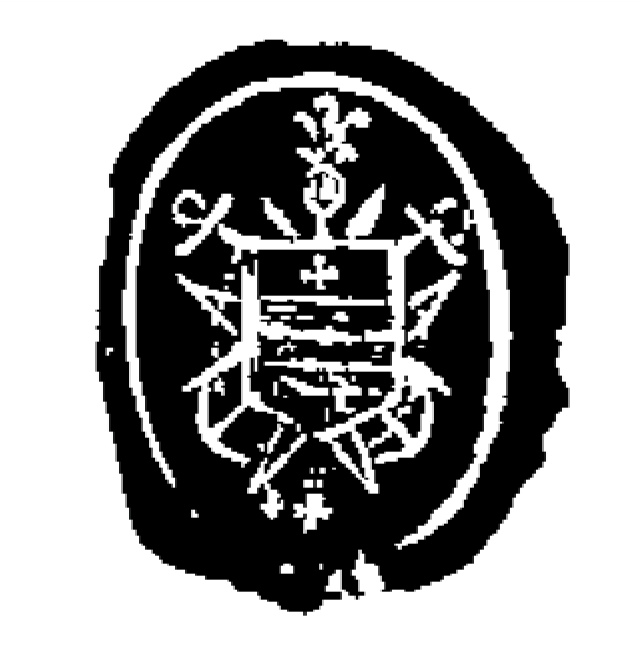
Печать Михаила Афендулиева на документе, датируемом 5 февраля 1823 года.

Афендулиев прибыл в сфакийский прибрежный Лутро в ноябре 1821 года. Он прибыл в качестве правителя, представляя Ипсиланти и Этерию. Афендулиев был одет в мундир кавалера ордена Святого Иоанна Мальты, в котором он состоял. Его сопровождали бойцы критяне, возвратившиеся с полей сражений на Пелопоннесе. Судно, на котором он прибыл, доставило также 4 тонны пшеницы. Жители и военачальники Крита доверились ему и следовали его приказам, несмотря на то, что он им не был знаком и они не предлагали именно его своим командующим. Фотиадис добавляет, что критяне приняли Афендулиева как «ангела небесного, несмотря на то, что он был некрасив лицом и они мало что понимали из того, что он говорил, в силу его плохого знания языка и странного произношения».
Фотиадис пишет, что Афендулиев не осознавал сложность поставленной перед ним задачи, учитывая тот факт, что даже к концу войны британский министр иностранных дел лорд Абердин, Джордж Гамильтон-Гордон заявлял: «Британское правительство никогда не допустит, чтобы этот важный остров перешёл в руки государства графа Каподистрии или любой другой Силы»:Β-98.
Афендулиев организовал свою канцелярию в селе Милопотамос:474.
Первым шагом Афендулиева стал созыв Совета местных военных и политических вождей для планирования будущих операций и создания атмосферы единства.
Восстание стало принимать большие масштабы.
В помощь Афендулиеву был прислан родившийся на Крите корсиканец Балест, Иосиф:47, который прибыл на остров 20 марта 1822 года.
8 апреля повстанцы под командованием Балеста, Вурдумбаса и Делияннакиса одержали победу над турками в сражении у Кастело, недалеко от города Ретимнон. Однако 14 апреля, на том же поле боя, повстанцы потерпели поражение. Балест был взят турками в плен и обезглавлен:Δ-338.
Его голова и правая рука были посланы подарком и получены в июне капуданом-пашой Кара-Али — стоявшего с армадой на Хиосе, после резни, учинённой турками на этом острове.
28 апреля 1822 года повстанцы изгнали турок из епархий Милопотамос и Амари. Одновременно в Кидоние, в трёхдневном бою, были убиты турецкий командир Карагюлбей и командир греческих добровольцев с острова Касос.
26 мая в городке Армена критяне провозгласили свою Временную Конституцию.
Фотиадис пишет, что все историки признают неспособность и честолюбие Афендулиева. «Единственной его заботой было ставить на документах свою печать с императорскими символами»:Β-98.
28 мая в бухту Суда прибыл египетский флот, насчитывавший 114 кораблей, из которых 30 боевых. Транспорты несли флаги всех европейских морских государств. Флот высадил 6-тысячный корпус, командующим которого был албанец Хасан-паша. Организация войск и непосредственное командование производилось французскими, бывшими наполеоновскими офицерами:Β-402.
Афендулиев не сумел к этому моменту создать атмосферу единства на острове. Потеряв всякий авторитет среди критян, Афендулиев безуспешно попытался организовать оборону у места высадки турко-египтян. Критяне просто не повиновались ему.
Афендулиев осознавал своё бессилие и в своём письме Колеттису от 17 июня 1822 писал о «болезни рода греческого, каковой является междоусобица»:477.
Далее Афендулиев писал, что «при такой анархии я умываю руки.
В этих обстоятельствах я не могу принести пользу нации, а скорее всего вред. Прошу, Бога ради, прислать мне замену. А меня и несколько местных вызвать на допрос и наказать тех, кто этого заслужил»:478.
То, что Афендулиев не сумел найти контакт с критскими военачальниками, следует из странного, для военного времени, его заявления: «здесь именуют добродетельным того, кто больше всех убил. Его именуют не убийцей, а мо́лодцем». Он именует местных военачальников Неронами и Робеспьерами и заявляет, что не желает оставаться на Крите, не только в сегодняшнем его положении, но и королём":479.
В середине ноября критяне низложили «недостойного Афендулиева» и заключили его под стражу:Δ-348.
Вакалопулос пишет, что это было следствием конфликтов с критянами, в основном со сфакиотами. Переворот возглавил военачальник Каламарас. 15 ноября Каламарас и члены канцелярии составили протокол обвинений против Афендулиева включая присвоение им денег.
Афендулиев ответил посланием к критянам 28 декабря, из тюрьмы. Афендулиев клялся Святой Троицей, что не присваивал денег:479.
Афендулиев был обвинён в том, что он использовал ложное имя, фальшивые ордена, фальшивую печать, что он действовал, не принимая во внимание мнения других членов правления, что его мотивы были подозрительны. Все его письменные документы были конфискованы. В середине февраля 1823 года Афендулиев отбыл с Крита, и на остров прибыл временный эпарх, Неофитос Иконому.

## После Крита

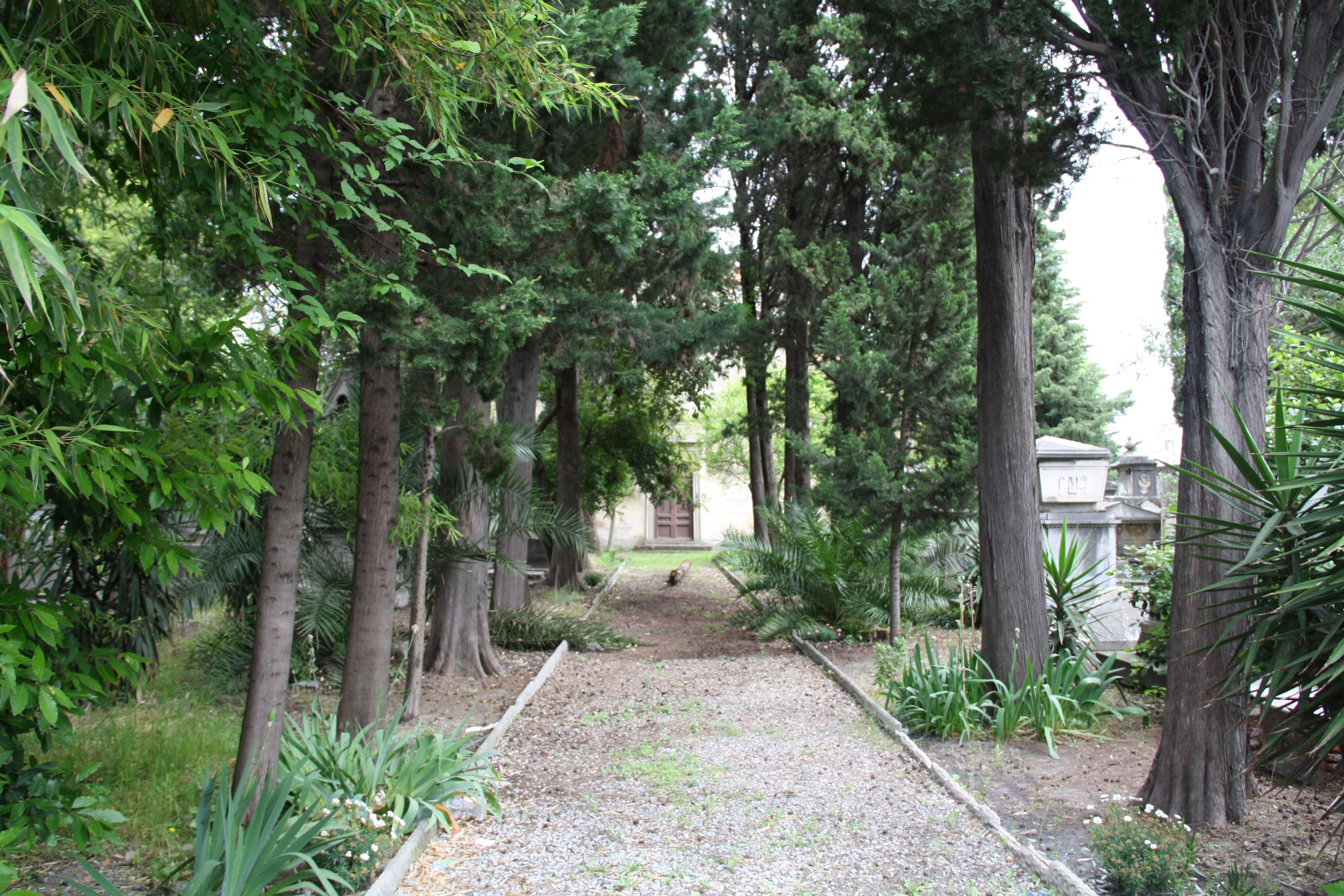
Православное кладбище Греческой общины Ливорно, где похоронен Михаила Афендулиев.

В мае 1823 года на Крит прибыл новый правитель идриот капитан Томбазис, Эммануил. Томбазис непосредственно командуя боями начал свою деятельность впечатляющим взятием крепости Киссамос:Β-406.
Информация о жизни Афендулиева после Крита отрывочна и расплывчата. «Вероятнее всего, летом 1823 года он жил у родственников, или друзей, на острове Сирос, а затем на острове Милос». В октябре он оставил сражающуюся Грецию и отбыл в Триест. После Триеста, его следующими остановками стали Мальта и Рим.
Афендулиев особенно настойчиво требовал возвращения своих документов с тем, чтобы, как он заявлял, доказать свою действительную деятельность на Крите.
К концу своей жизни Афендулиев жил во Флоренции.
Михаил Комнинос Афендулиеф умер в Ливорно 9 июня 1855 года, в возрасте 86 лет. Был похоронен на православном кладбище греческой общины Ливорно.

## Оценка правления Афендулиева
Касательно правления Афендулиева на Крите были высказаны разные и противоречивые взгляды. С одной стороны утверждается, что до Крита Михаил принял участие в сражениях на Пелопоннесе (осада Монемвасии и Осада Триполицы), что он проявил активность в ведении военных операций на Крите и организации военных лагерей и что он был уважаем жителями острова. Утверждается, что Михаил располагал военными и административными способностями, может быть не теми что требовались для Крита и того времени, но что ему было трудно приспособиться и стать эффективным в незнакомом ему крае и в тяжёлые времена. Другая сторона оценивает, что его поведение по отношению к местным жителям характеризовали чрезмерное самомнение, авторитаризм, а также очевидная неэффективность.
Эта сторона считает, что Афендулиев забросил Крит как таковой и что он обосновался в прибрежном Лутро (Ханья), уделяя больше внимания коммерческой деятельности. Одновременно, на административном уровне, он делал шаги в сторону создания органов, которые с трудом могли функционировать. Тот факт, что он сам провозгласил себя главнокомандующим, что содержал огромный архив и вёл постоянную переписку с, склонным к интригам, политиком Колеттисом стали вызывать подозрения по отношения к Афендулиеву, в особенности среди местных военачальников.
Его централизованная деятельность достигла пика весной 1822 года, когда согласно одной из версий, Михаил не был намерен сотрудничать ни с местными военачальниками, ни с Временным правительством революционной Греции. Некоторые из его критиков утверждают даже, что Михаил был намерен создать царство на Крите, в котором он стал бы абсолютным гегемоном. Подобная перспектива не могла вызвать согласие критян, которые были готовы принять его только в качестве эпарха временной власти на острове, и всегда в сотрудничестве с Временным революционным правительством. Критики Афендулиева считают, что его присутствие на острове вызвало внутренние раздоры, которые с некоторого момента, начали принимать серьёзные масштабы. После неудачи Михаила обеспечить желаемый результат в боях мая 1822 года, недовольство против него стало принимать огромный размах. Осознав, что восстание на острове переживает кризис, Афендулиев сам, через несколько месяцев, просил уйти в отставку. Он заявлял, что желает отправиться на Пелопоннес за помощью, или чтобы остаться там, обеспечив себе замену.
Подобные намерения были и у рукοводящего комитета критян, который вскоре денонсировал назначение Афендулиева и снял его с поста эпарха, с тем, чтобы на место Афендулиева прибыло другое лицо. Комитет надеялся, что с эпархοм прибудут и военные подкрепления.